# 2,4-Diaminotolueno
2,4-Diaminotolueno, 2,4-toluenodiamina, 4-metil-1,3-fenilenodiamina, 4-metil-m-fenilenodiamina ou 4-metil-meta-fenilenodiamina é o composto orgânico de fórmula C7H10N2, formula linear CH3C6H3(NH2)2 e massa molecular 122,17. Apresenta ponto de fusão 283-285 °C, ponto de fusão 97-99 °C, ponto de fulgor 149 °C e solubilidade em água 50 g/l (25 ºC). É classificado com o número CAS 95-80-7, número de registro Beilstein 2205839, número EC 202-453-1, número MDL MFCD00007804, PubChem Substance ID 24846558, Colour Index 76035 e CBNumber CB5854712.